# Інклюзивний процес
Інклюзи́вний проце́с (від англ. inclusive — що включає в себе) — процес взаємодії високоенергетичних частинок, в якому вивчаються характеристики тільки частини вторинних часток незалежно від кількості й типу інших частинок реакції (на відміну від ексклюзивного процесу, в якому вивчаються характеристики всіх вторинних часток). Інклюзивний процес являє собою суму ексклюзивних реакцій з визначеною кількістю вторинних часток. Наприклад, в {\displaystyle pp}-взаємодіях при енергії в системі центру інерції (енергії зіткнення) 60 ГеВ виникає в середньому близько 18 адронів різних типів ({\displaystyle p}, {\displaystyle K}, {\displaystyle N}, {\displaystyle L}, {\displaystyle S} тощо), а вивчаються імпульсні й кутові розподіли частинок тільки одного типу, наприклад {\displaystyle p+}-мезонів. В цьому випадку Інклюзивний процес являє собою суму ексклюзивних реакцій, в яких народжується хоча б один {\displaystyle p+}-мезон.
В інклюзивному процесі кількість і тип вторинних часток в системі {\displaystyle X} не фіксовані і обмежуються тільки законами збереження енергії, електричного заряду, баріонного числа та інших квантових чисел. На відміну від ексклюзивного методу дослідження взаємодії частинок інклюзивний метод дає менше інформації про конкретні реакції. Однак, загальні закономірності взаємодії частинок в цьому методі проявляються чіткіше, оскільки окремі деталі виключаються усередненням по характеристикам великої кількості можливих каналів реакцій і типів вторинних часток, що не вивчаються. При надвисоких енергіях зіткнення ({\displaystyle >60} ГеВ), коли середня кількість вторинних частинок {\displaystyle <n>>20} і практично неможливо виділяти окремі ексклюзивні канали реакцій, інклюзивний метод вивчення взаємодії частинок залишається єдиним.
Експериментальне вивчення інклюзивного процесу проводиться на всіх найбільших прискорювачах світу. Практично всі найважливіші відкриття останніх років в фізиці високих енергій були зроблені при інклюзивному методі дослідження процесів.